# John Moore Reade
John Moore Reade ( 1876 - 1937 ) fue un botánico, y micólogo canadiense-estadounidense, desde 1908 fue profesor de botánica y de 1919 a 1926 director de los Laboratorios de biología en la Universidad de Georgia. Aunque el Dr. Reade hizo algunas colecciones de hongos después de regresar a Georgia de Cornell, pronto dirigió su atención a la taxonomía de las fanerógama,s y no publicó más en micología. Hizo una importante contribución a la micología, sin embargo, al actuar como asesor principal de Julian H. Miller durante su investigación de grado.
- La abreviatura «J.M.Reade» se emplea para indicar a John Moore Reade como autoridad en la descripción y clasificación científica de los vegetales.[1]